# Tiberio Emilio Mamercino
Tiberio Emilio Mamercino (en latín Tiberius Aemilius Ti. f. Ti. n. Mamercinus) cónsul en el año 339 a. C. con Quinto Publilio Filón. 
Emilio invistió a su colega con la dictadura, con el propósito de privar a las curias de una gran parte de su poder. Por su parte, Livio atribuye el nombramiento de Publilio por Emilio a la decepción por parte de éste, al haberle denegado el Senado un triunfo.